# Tyrell Malacia
Tyrell Malacia, född 17 augusti 1999 i Rotterdam, är en nederländsk fotbollsspelare (vänsterback) som spelar för PSV Eindhoven, på lån från Manchester United och Nederländernas landslag.

## Klubbkarriär
Den 5 juli 2022 värvades Malacia av Manchester United, där han skrev på ett fyraårskontrakt med option för ett år till. Den 4 februari 2025 lånades Malacia ut till PSV Eindhoven på ett låneavtal över resten av säsongen 2024/2025.

## Landslagskarriär
Malacia föddes i Nederländerna till en curaçaoisk far och en surinamesisk mor. Malacia debuterade för Nederländernas landslag den 4 september 2021 i en 4–0-vinst över Montenegro.

## Meriter
Feyenoord
- KNVB Cup: 2017/2018
- Johan Cruijff Schaal: 2018